# Microlophium primulae
Microlophium primulae är en insektsart som först beskrevs av Theobald 1913.  Microlophium primulae ingår i släktet Microlophium, och familjen långrörsbladlöss. Arten är reproducerande i Sverige.